# Anne Dacre

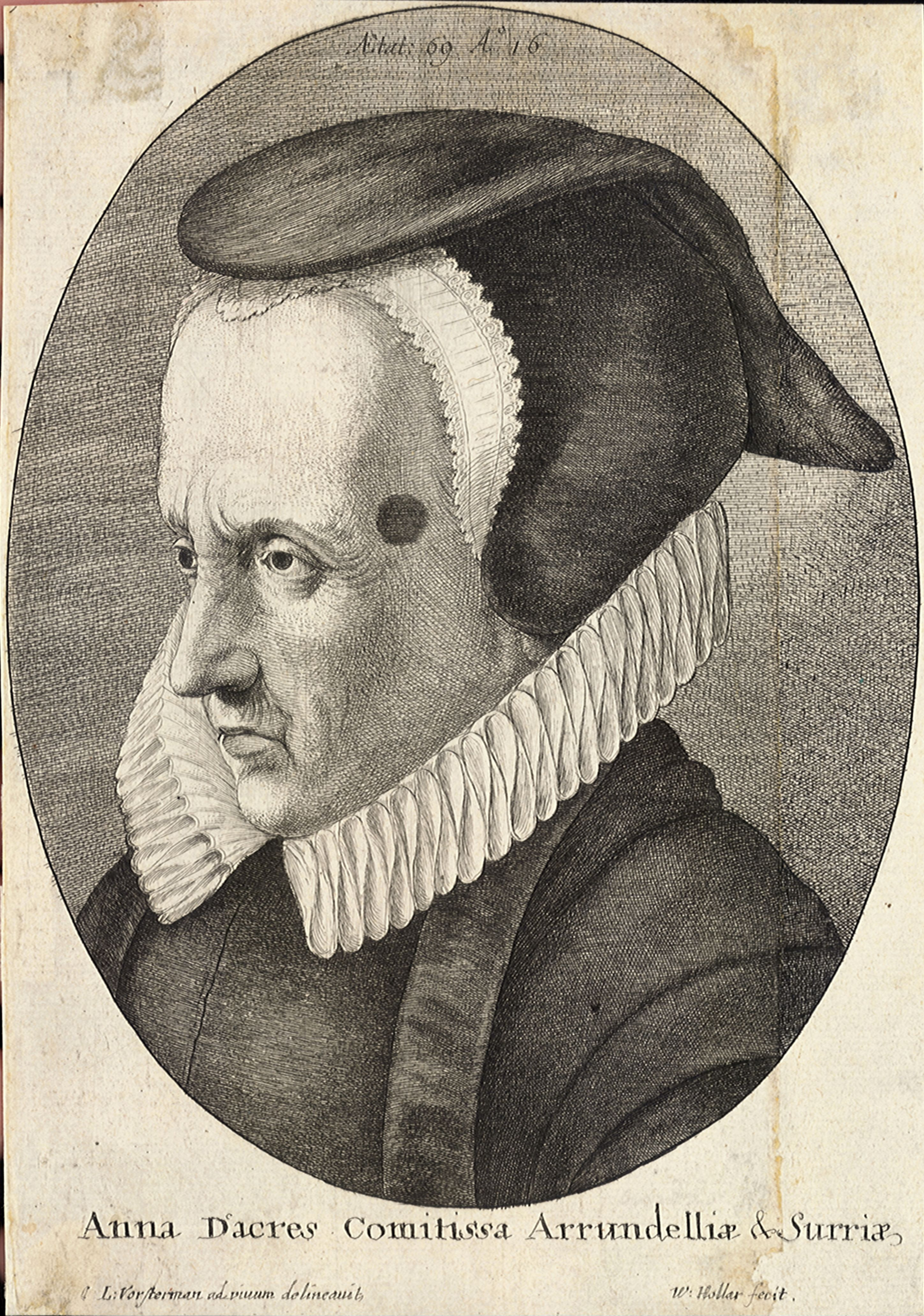
Anne Dacre w podeszłym wieku

Anne Dacre (ur. 21 marca 1557, zm. 19 kwietnia 1630) – poetka angielska.
Anne Howard, hrabianka Arundel urodziła się jako jedno z czworga dzieci Thomasa Dacre i Elizabeth Leyburne. W 1569 roku (w wieku 12 lat) poślubiła Philipa Howarda, który uzyskał tytuł hrabiego Arundel. W 1582 roku przeszła z anglikanizmu na katolicyzm, za co została przez królową Elżbietę I Wielką skazana na areszt domowy.
Poetka jest autorką między innymi wiersza [In sad and ashy weeds I sigh], napisanego po śmierci jej męża w więzieniu w roku 1595.